# Ferrie Bodde
Ferrie Bodde (né 5 mai 1982 à Delft) est un footballeur néerlandais qui jouait pour Swansea City.

## Carrière

### ADO Den Haag
Bodde a commencé sa carrière avec ADO Den Haag, un club néerlandais, il signe son 1er contrat professionnel en juillet 2000 à l'âge de 18 ans. Bodde passe sept ans avec le club, il joue plus de 160 matchs et il marque dix buts. Le 13 juin 2007, Bodde signe pour Swansea City pour une première somme de £ 50 000, passant de £ 85 000, si le club est promu. Ils ont également négocié une clause qui serait de 50 % des bénéfices sur un futur transfert de retour à ADO Den Haag.

### Swansea City
Bodde avec Swansea City fait ses débuts contre  Östersunds FK dans un amical de pré-saison le 14 juillet 2007, marquant son premier but pour remporter leur premier match 5-2 sur le sol suédois.
Malgré cela, il a joué 33 matchs dans le championnat avec Swansea City et un titre pour la promotion à la Football League Championship. Il a également été inclus, aux côtés de quatre de ses coéquipiers de Swansea City, équipe de l'année de la League One.
Au cours de l'été 2008, Bodde a eu une offre par le Derby County. Le président de Swansea City, Huw Jenkins a rejeté leur offre d'ouverture de £ 500,000, et la décrit comme «ridicule». Derby est revenu avec une meilleure offre, à environ 2 millions de livres sterling, mais pas encore réussi à répondre. Bodde initialement remit une demande de transfert, mais a ensuite retiré, et a signé un nouveau contrat de trois ans avec Swansea City le 15 juillet. 
Bodde fait un excellent début de saison dans Championship, marquant 7 buts en 17 matchs avec Swansea City,Bodde après avoir été convoité par de nombreux  clubs comme Bolton Wanderers et d'autres clubs. Sa saison est venue à une fin prématurée le 21 novembre, quand il a subi antérieure cruciale ligament du genou et les dommages du cartilage déchiré dans son genou gauche à la suite d'un défi de Sebastian Larsson (Birmingham City).
À l'issue de la saison 2010-2011 qui voit la montée de Swansea en Premier League, il signe un nouveau contrat d'un an avec le club. Pourtant, victime de plusieurs blessures, il finit par être laissé libre par le club à la fin de la saison 2011-2012.

### Statistiques par saison
| Saison  | Club         | Pays           | matchs | buts | Compétition    |
| ------- | ------------ | -------------- | ------ | ---- | -------------- |
| 2000/01 | ADO Den Haag | Pays-Bas       | 4      | 0    | Erste Division |
| 2001/02 | ADO Den Haag | Pays-Bas       | 27     | 3    | Erste Division |
| 2002/03 | ADO Den Haag | Pays-Bas       | 28     | 2    | Erste Division |
| 2003/04 | ADO Den Haag | Pays-Bas       | 27     | 1    | Eredivisie     |
| 2004/05 | ADO Den Haag | Pays-Bas       | 29     | 2    | Eredivisie     |
| 2005/06 | ADO Den Haag | Pays-Bas       | 19     | 2    | Eredivisie     |
| 2006/07 | ADO Den Haag | Pays-Bas       | 19     | 0    | Eredivisie     |
| 2007/08 | Swansea City | Pays de Galles | 33     | 6    | League One     |
| 2008/09 | Swansea City | Pays de Galles | 17     | 7    | Championship   |

## Palmarès
Swansea City
- League One
  - Vainqueur 2008.

### Distinctions personnelles
- 2008 Membre de l'équipe type de Football League One en 2008.